# Loïs Szymczak
Loïs Szymczak (Parigi, 8 marzo 1993) è un tuffatore francese.

## Biografia
Ha iniziato la carriera sportiva nella ginnastica artistica, per poi passare ai tuffi. Nel 2013 si è laureato campione francese di tuffi dalla piattaforma 10 metri. 
Si è iscritto all'INSEP (Institut national du sport, de l'expertise et de la performance) e ha frequentato l'École nationale supérieure des beaux-arts, diplomandosi nel 2023.
Ha partecipato ai Campionati europei di nuoto di Berlino 2014 dove si è stato eliminato con il quattordicesimo posto nel turno qualificatorio.
Dopo la mancata qualificazione ai Giochi olimpici estivi di Rio de Janeiro 2016, si è allontanato temporaneamente dalle competizioni sportive. Quattro anni dopo, è tornato in gara ed ha conquistato il 6º posto nel sincro 10 metri ai III Giochi europei di Kraków Małopolska 2023, con Gary Hunt, con cui ha iniziato a fare coppia fissa.
Ai mondiali di Fukuoka 2023 si è piazzato 17º nel sincro 10 m, mentre a quelli di Doha 2024 19º. Agli europei di nuoto di Belgrado 2024 ha ottenuto il 7º posto.
Ha rappresentato la Francia ai Giochi olimpici estivi di Parigi 2024, terminando all'8º posto nel sincro 10 m, sempre con Gary Hunt.

## Palmarès
| Anno | Manifestazione   | Sede     | Evento          | Risultato | Prestazione | Note |
| ---- | ---------------- | -------- | --------------- | --------- | ----------- | ---- |
| 2014 | Europei di nuoto | Berlino  | Piattaforma 10m | 14º Q     | 333,90 p.   |      |
| 2015 | Europei di tuffi | Rostock  | Piattaforma 10m | 15º Q     | 315,00 p.   |      |
| 2016 | Europei di tuffi | Londra   | Piattaforma 10m | 13º Q     | 345,80 p.   |      |
| 2016 | Europei di tuffi | Londra   | Sincro 10m      | 6º        | 373,50 p.   |      |
| 2017 | Mondiali         | Budapest | Piattaforma 10m | 34º Q     | 324,60 p.   |      |
| 2023 | Giochi europei   | Cracovia | Sincro 10m      | 6º        | 315,84 p.   |      |
| 2023 | Mondiali         | Fukuoka  | Sincro 10m      | 17º       | 285,51 p.   |      |
| 2024 | Mondiali         | Doha     | Sincro 10m      | 19º       | 295,83 p.   |      |
| 2024 | Europei          | Belgrado | Sincro 10m      | 7º        | 305,55 p.   |      |
| 2024 | Olimpiadi        | Parigi   | Sincro 10m      | 8º        | 314,58 p.   |      |